# Акоста, Диего
Диего Эммануэль Акоста Куртидо (исп. Diego Emmanuel Acosta Curtido; род. 12 ноября 2002, Парагвай) — парагвайский футболист, нападающий клуба «Оренбург».

## Карьера

### Клубная карьера
Акоста с восьми лет играл за академию «Либертада», а в 2021 году перешёл в молодёжную команду «Атлетико Минейро».
В феврале 2022 года Акоста, пройдя просмотр, перешёл в КАМАЗ из Набережных Челнов, подписав контракт с клубом до 30 июня 2023 года. Дебютировал в новой команде 3 марта в матче Кубка России против «Зенита (0:6). Всего Акоста провёл за КАМАЗ 10 матчей, не забив ни одного гола. В июле 2022 года перешёл в клуб российской премьер-лиги «Оренбург». Первый матч провёл 28 августа 2022 года против московского «Локомотива» (1:5).

### Карьера в сборной
В 2019 году Акоста в составе юношеской сборной Парагвая принимал участие в чемпионате Южной Америки среди игроков младше 17 лет и в чемпионате мира в той же возрастной категории, где национальная команда страны вышла в четвертьфинал. Также вызывался в сборную Парагвая до 20 лет.

## Клубная статистика
| Выступление      | Выступление      | Выступление      | Лига | Лига | Кубки | Кубки | Итого | Итого |
| Клуб             | Лига             | Сезон            | Игры | Голы | Игры  | Голы  | Игры  | Голы  |
| ---------------- | ---------------- | ---------------- | ---- | ---- | ----- | ----- | ----- | ----- |
| КАМАЗ            | ФНЛ              | 2021/22          | 10   | 0    | 1     | 0     | 11    | 0     |
| КАМАЗ            | Итого            | Итого            | 10   | 0    | 1     | 0     | 11    | 0     |
| Оренбург         | Премьер-лига     | 2022/23          | 2    | 0    | 4     | 0     | 6     | 0     |
| Оренбург         | Итого            | Итого            | 2    | 0    | 4     | 0     | 6     | 0     |
| Всего за карьеру | Всего за карьеру | Всего за карьеру | 12   | 0    | 5     | 0     | 17    | 0     |